# Arquidamo II
Arquidamo II fue un rey de Esparta que reinó aproximadamente del 469 a. C. al 427 a. C. Era de la dinastía Euripóntida. Su padre fue Zeuxidamo (llamado Cinisco por muchos espartanos), que murió antes que su padre, Leotíquidas II, tras haber tenido a su hijo, Arquidamo.
Leotíquidas, tras haber perdido a Zeuxidamo, fue llevado a él, contrajo segundas nupcias con Eurídama, hermana de Menio e hija de Diactóridas. Ella no tuvo hijos varones, solamente una hija llamada Lampito, a quien dio en matrimonio a su nieto Arquidamo. Ascendió al trono después de que su abuelo, Leotíquidas II, fuera desterrado hacia el 476 a. C. tras ser acusado de soborno.
Arquidamo fue uno de los dos reyes de Esparta en los años precedentes a la guerra del Peloponeso. Su frialdad y presencia de ánimo se dijo que habían salvado al estado espartano de la destrucción con motivo del gran terremoto de 464 a. C., pero esta historia debe ser considerada por lo menos dudosa.
Invadió el Ática a la cabeza de las fuerzas peloponesias en el verano de 431, 430 y 428, y en 429 condujo las operaciones contra Platea. Murió probablemente en 427 a. C., desde luego antes del verano de 426 a. C., cuando encontramos a su hijo Agis II en el trono.
Tradicionalmente se ha dado su nombre, guerra arquidámica, a la primera fase de la guerra del Peloponeso, desde su estallido, en 431 a. C., hasta la paz de Nicias, en 421 a. C.